# استان بلاگووگراد
بلاگووگراد نام یکی از استان‌های کشور بلغارستان است. 

## نام
نام این استان در قدیم گورانا جومایا بود که در زمان فرمانروایی ترکان عثمانی با نام فارسی جومای بالا نامیده می‌شد. 

## جغرافیا
این استان در جنوب شرقی بلغارستان در مرز یونان و مقدونیه قرار دارد. 
منطقه بلاگووگراد در کرانه‌های رود استروما که مرز طبیعی میان یونان و بلغارستان است قرار دارد. 
این منطقه جزئی ار منطقه بزرگ‌تر جغرافیایی به نام مقدونیه پیرین بشمار می‌آید.

## شهرستان‌ها
شهر اصلی آن شهر بلاگووگراد است و نام دیگر شهرهای آن از این قرار است:

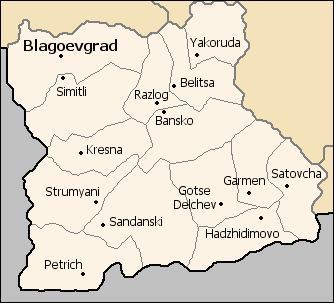

- بانسکو
- گوجه دلچِو
- ملنیک
- پتریچ
- رازلوگ
- ساندانسکی
- سیمیتلی

## نگارخانه

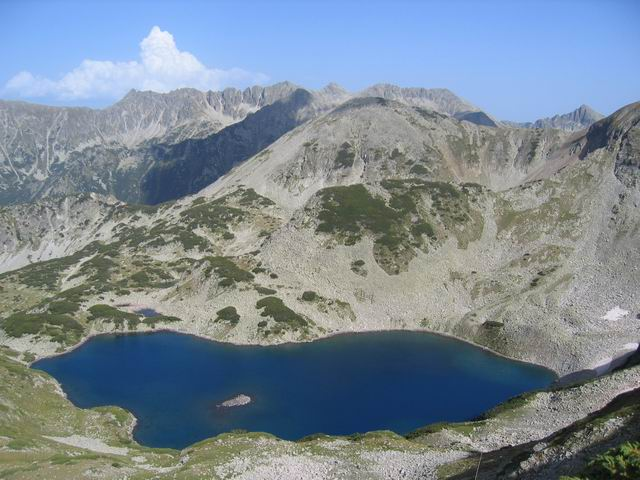
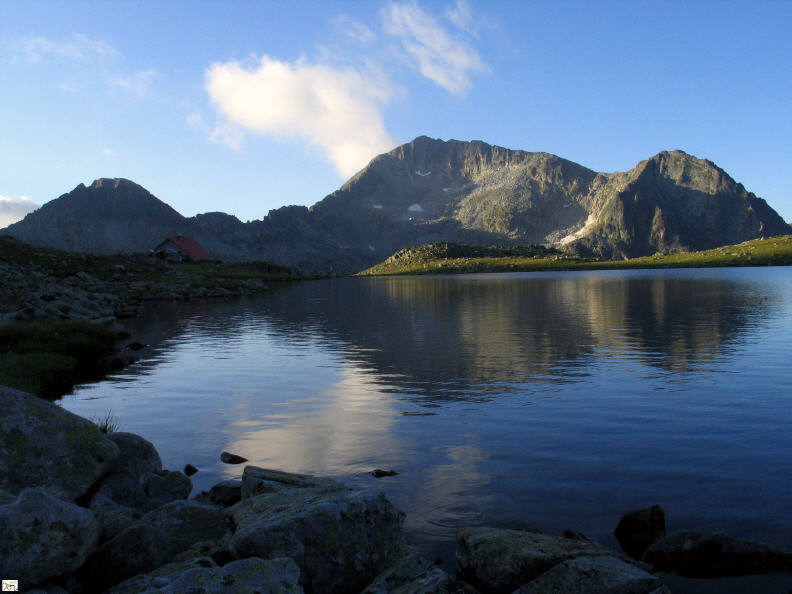
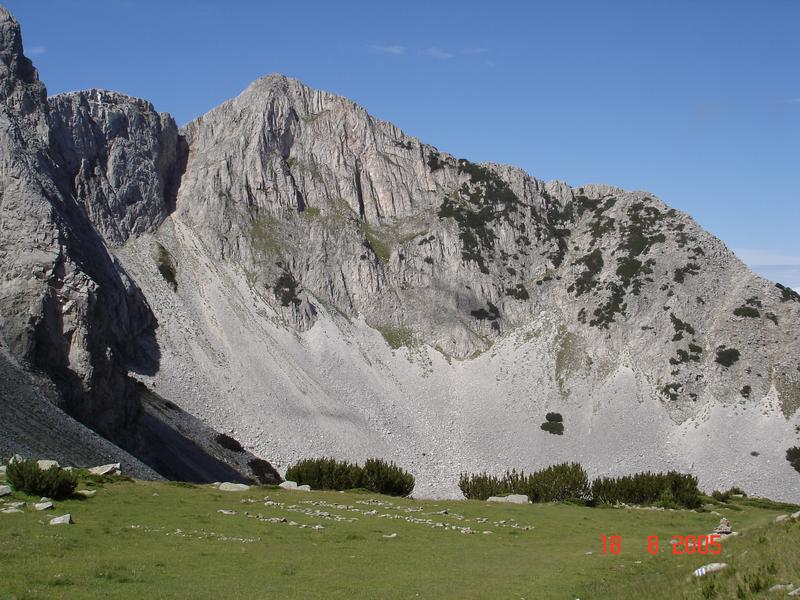
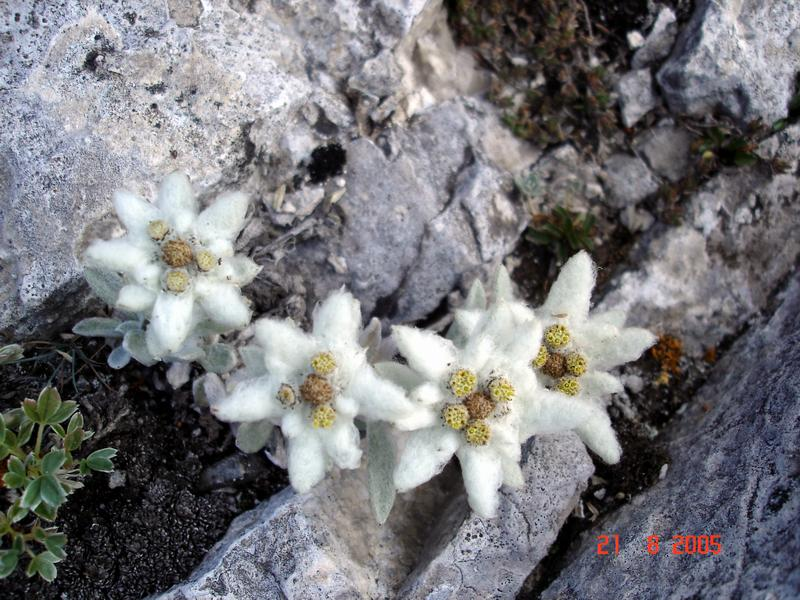
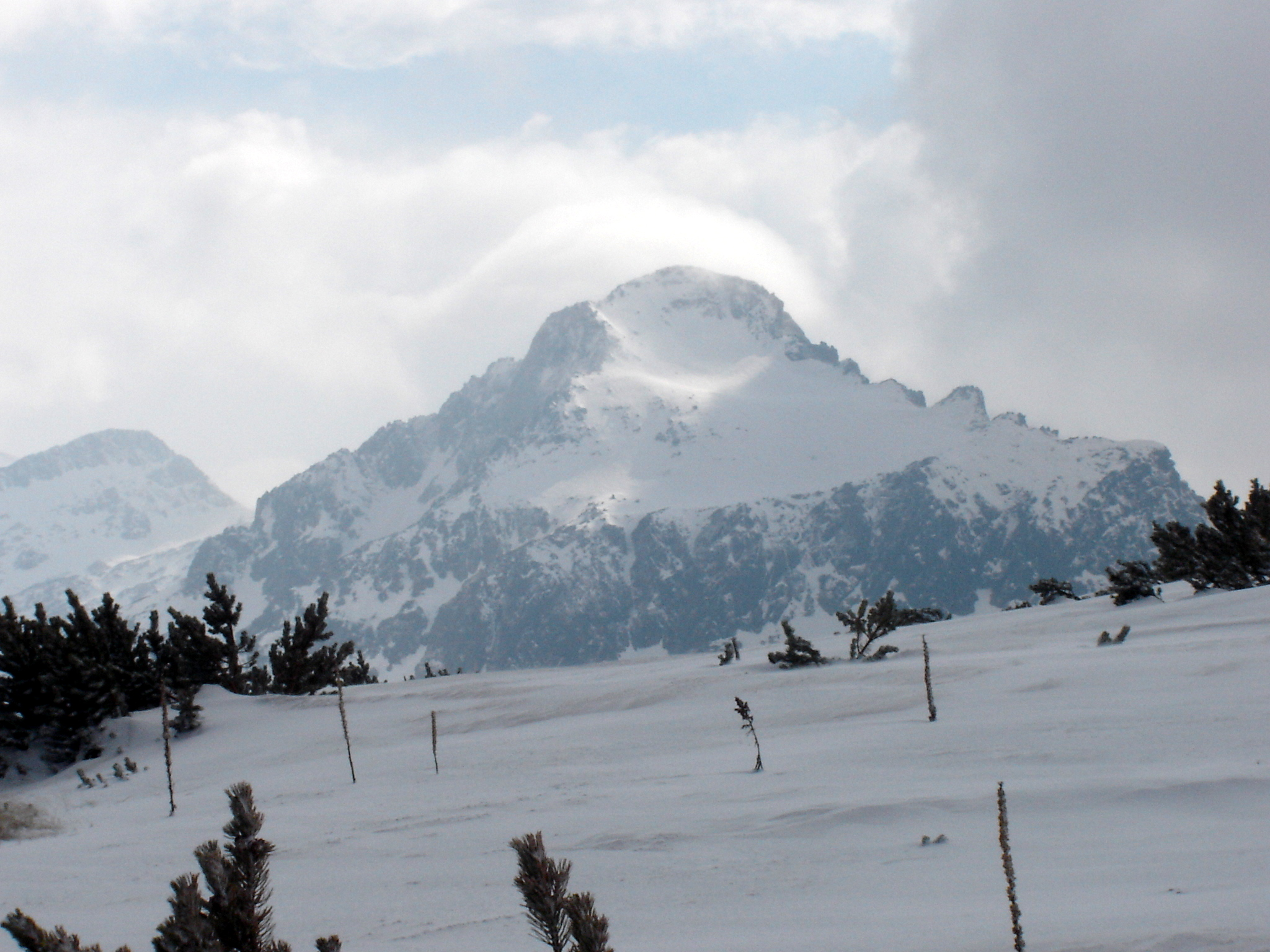
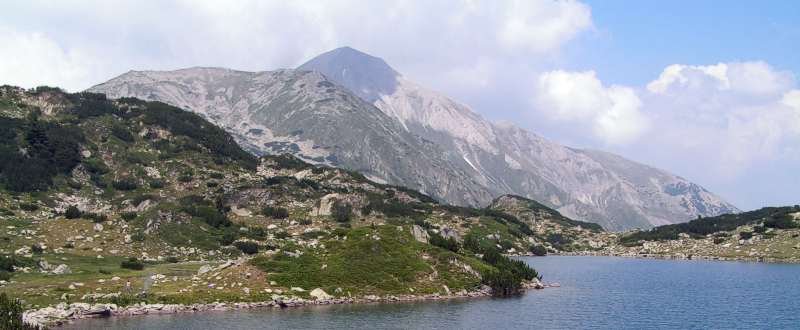
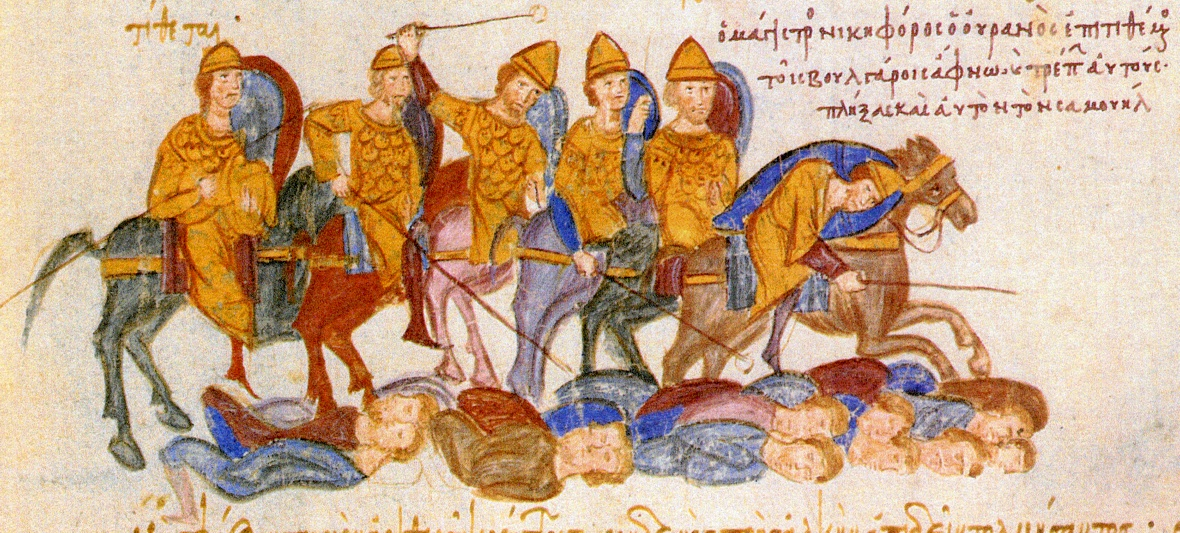
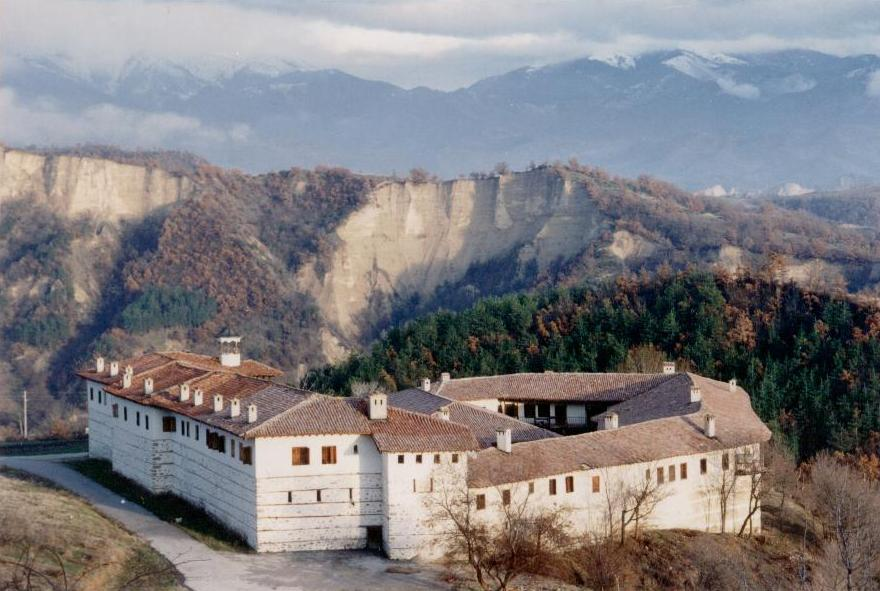
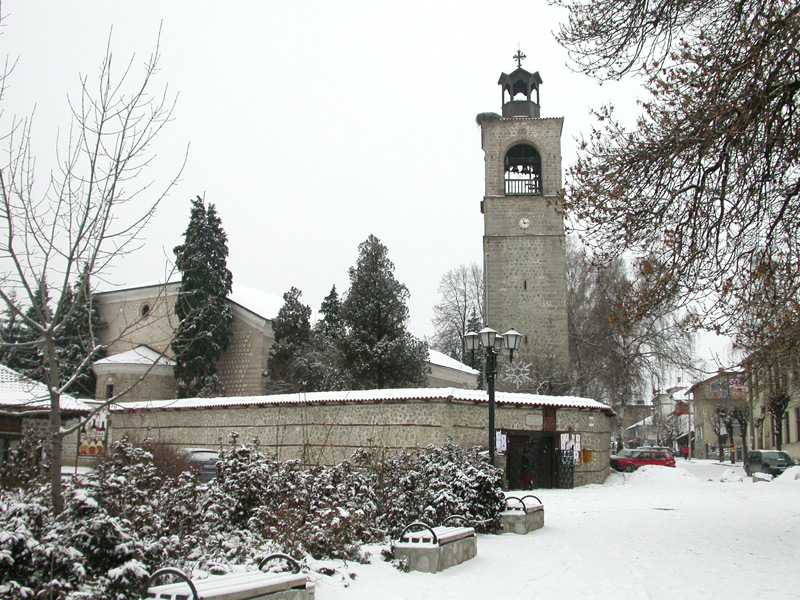
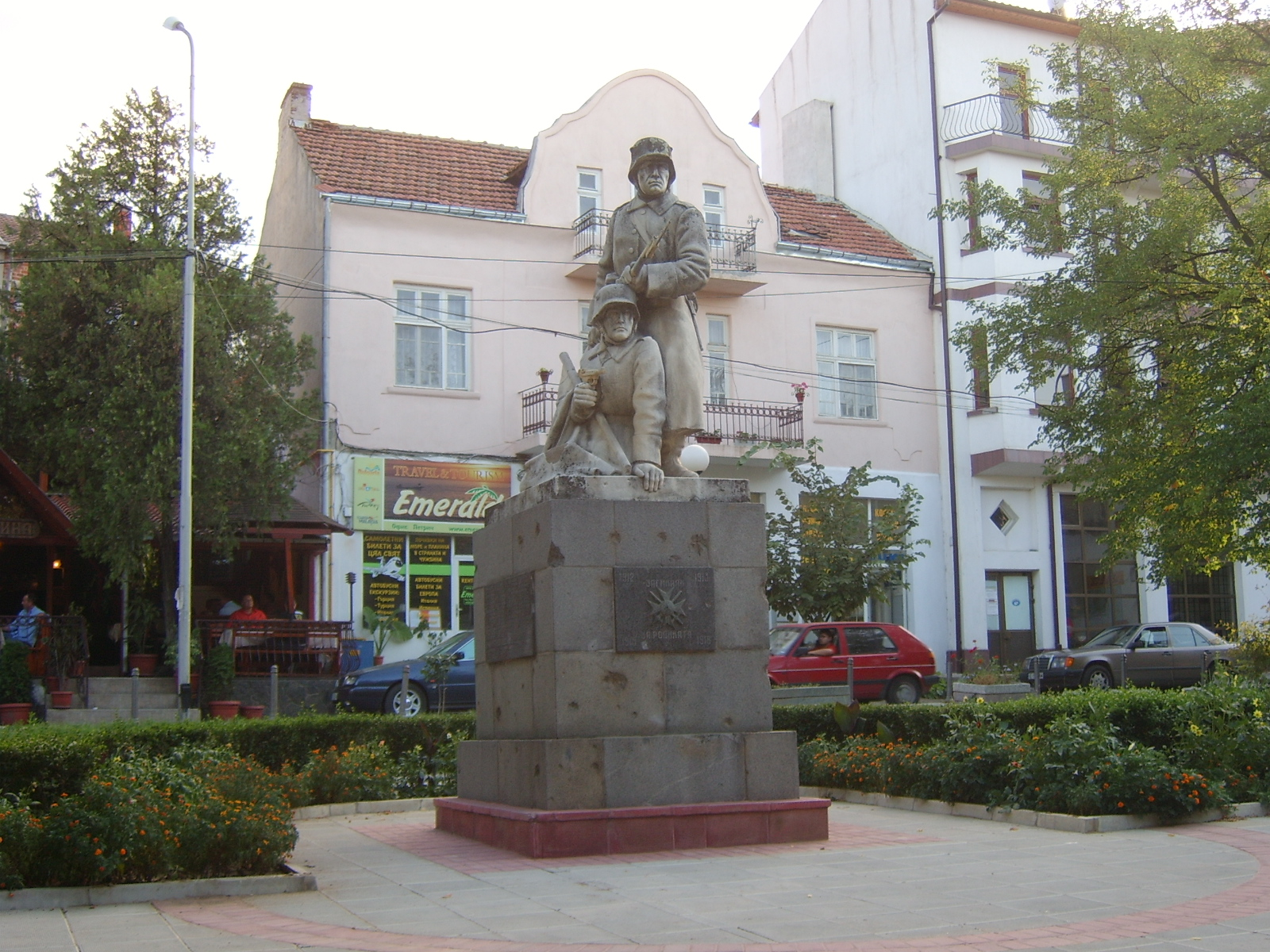
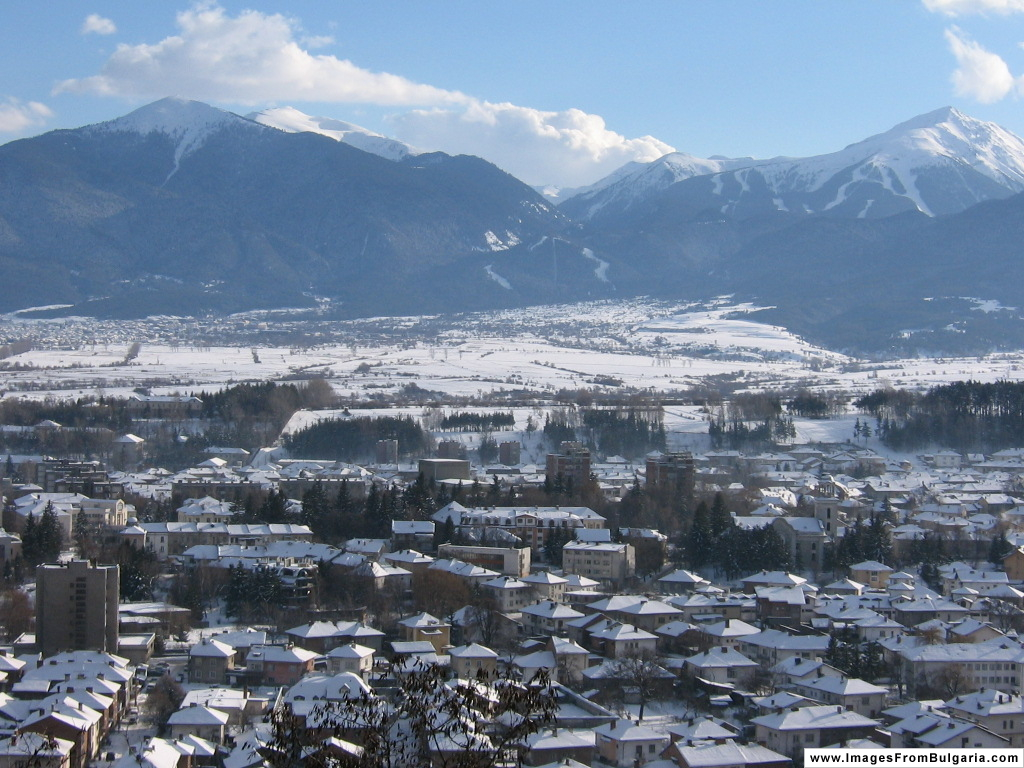
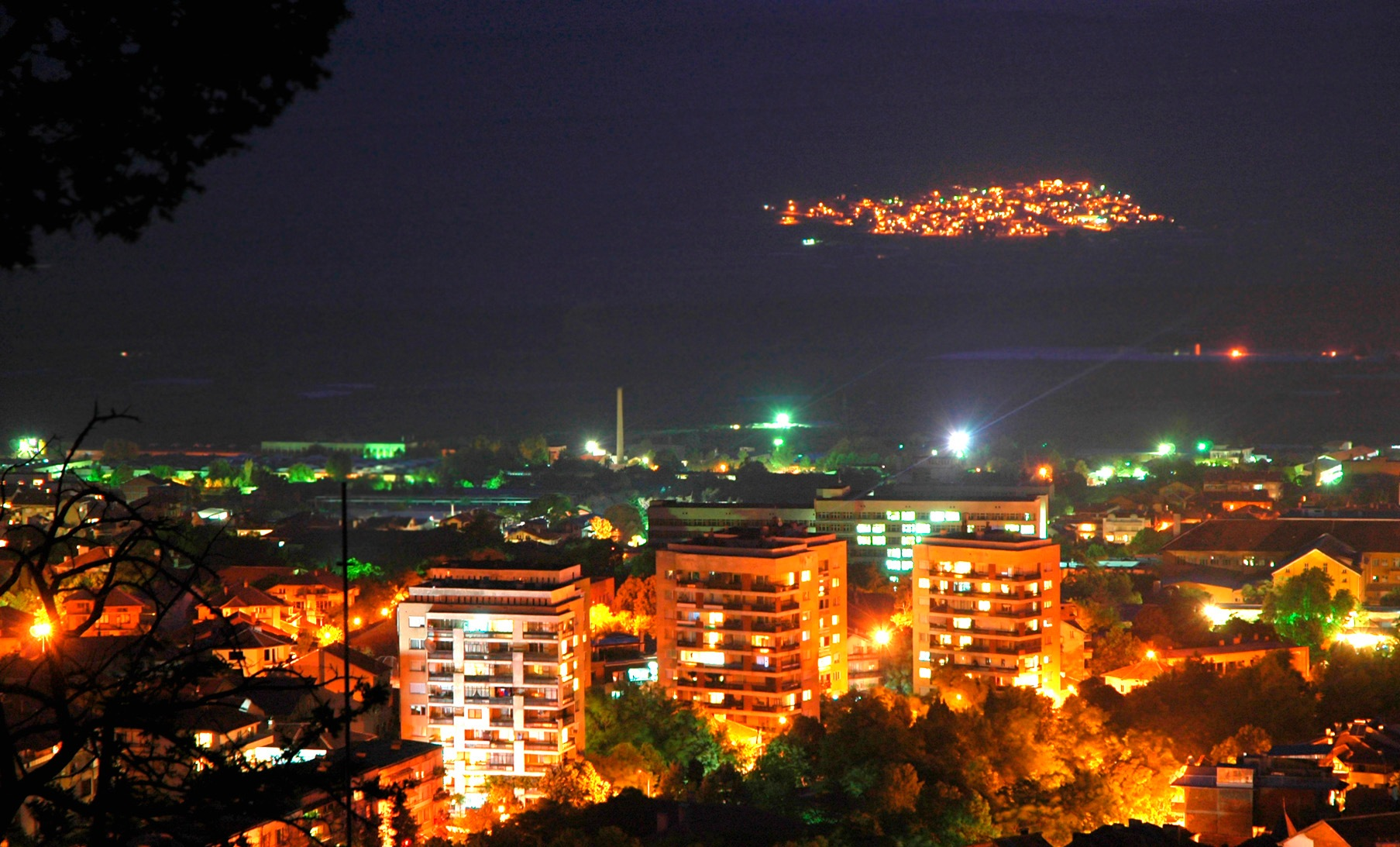